# Deliathis quadritaeniator
Deliathis quadritaeniator är en skalbaggsart som först beskrevs av White 1846. Deliathis quadritaeniator ingår i släktet Deliathis och familjen långhorningar.
Artens utbredningsområde är:
- Costa Rica.
- Panama.
- Venezuela.

Inga underarter finns listade i Catalogue of Life.